# Нуречи
Нуречи (итал. Nureci) је насеље у Италији у округу Ористано, региону Сардинија.
Према процени из 2011. у насељу је живело 318 становника. Насеље се налази на надморској висини од 341 м.

## Становништво
Према резултатима пописа становништва 2011. у општини је живело 348 становника.
| 1931. | 1936. | 1951. | 1961. | 1971. | 1981. | 1991. | 2001. | 2011. |
| ----- | ----- | ----- | ----- | ----- | ----- | ----- | ----- | ----- |
| 548   | 577   | 701   | 711   | 666   | 586   | 486   | 393   | 348   |